# Bo Hultén
Bo Hultén, född den 11 februari 1945 i Malmö, är en svensk målare och grafiker.

## Biografi
Hultén växte upp i en konstnärsfamilj. Han betraktar sig som autodidakt och har varit verksam i Kivik som konstnär. Efter sin debut på Malmö konstmuseum med surrealistiska bilder 1963 blev hans konst senare nyrealistisk och socialt-politiskt präglad. Han har mestadels arbetat med oljemåleri och teckning, men även grafik och skulptur.
Hultén finns representerad på Nationalmuseum  i Stockholm, Moderna museet i Stockholm och Malmö museum. Åbo Konstmuseum. En svensk tiger, 1976. Lasarettet i Lund, Sparbankernas bank i London, Svenska Akademien i Stockholm, Svenska Ambassaden i Washington och Copenhagen Business School.